# Phidippus arrogans
Phidippus arrogans är en spindelart som beskrevs av Koch C.L. 1846. Phidippus arrogans ingår i släktet Phidippus och familjen hoppspindlar. Inga underarter finns listade i Catalogue of Life.